# سینما پرسیا

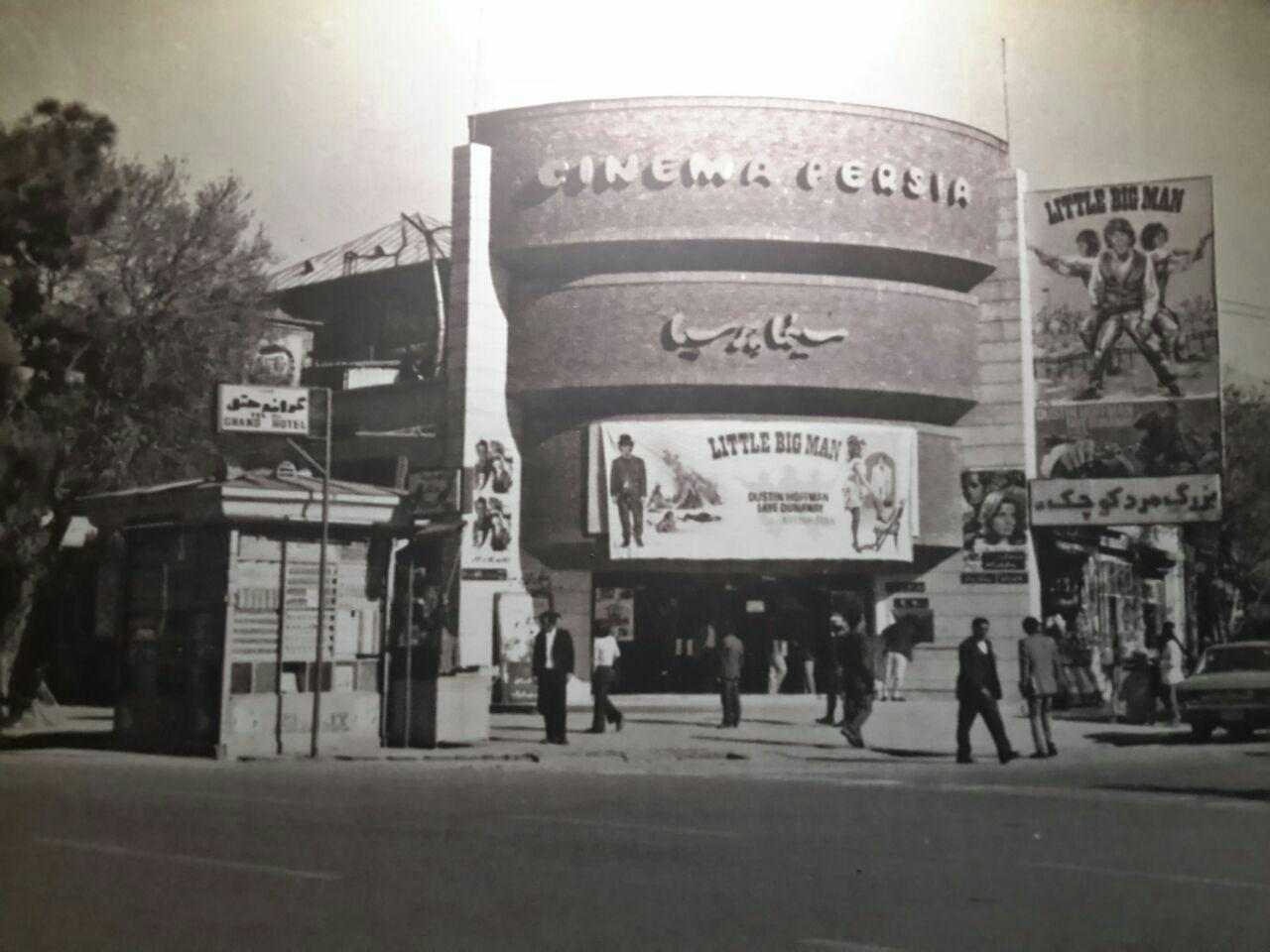
سینما پرسیا شیراز

سینما پرسیا یک سینما است که در‌خیابان رودکی، خیابان زند، شیراز قرار دارد.این سینما در مالیکت حوزه هنری استان فارس و موسسه‌ بهمن سبز قرار دارد که در سال ۱۴۰۰ با تصمیم این دو نهاد تخریب شد.

## تاریخچه
این سینما با نام سینما خورشید در سال ۱۳۰۸ شروع به کار کرد و در سال ۱۳۴۷ بازسازی شد، که بعدها به سینما پارس (پرسیا) تغییر نام داد. در سال ۱۳۴۷ با فیلم زن سرکش (زفیره لی) افتتاح شد و شروع به کار کرد. سینما پرسیا سال‌ها قبل به عنوان سینمای تابستانه و بدون سقف سینما پیام (جهان سابق) مورد استفاده بوده‌است. در اول انقلاب سال ۱۳۵۷ شمسی این سینما به سینما آسیا تغییر نام داد و در سال ۱۳۸۶ مورد با بازسازی و تعمیر قرار گرفت. در سال ۱۳۸۹ به اسم اول خود یعنی سینما پرسیا بازگشت. سینما پرسیا تنها سینمای خصوصی و یکی از موفق‌ترین سینماهای شیراز از نظر اکران فیلم می‌باشد. این سینما در زمستان ۱۳۹۲ به دلیل مشکلات ساختمانی (فرسودگی سقف) تعطیل شد و از ابتدای سال ۹۷ در حال تعمیرات داخلی می‌باشد.

## مشخصات سینما
- درجه فعلی _ درجه یک
- سال تأسیس: ۱۳۰۸
- ظرفیت: ۶۳۰ صندلی
- سال تعمیر و بازگشایی:سال‌های ۱۳۴۷ و ۱۳۸۶
- تا قبل از سال ۱۳۸۹ این سینما به اسم آسیا معروف بود که پس از بازسازی دوباره به سینما پرسیا تغییر نام یافت.